# The Abysmal Brute (filme)
The Abysmal Brute é um filme mudo estadunidense de 1923, dos gêneros drama e esportes,  dirigido por Hobart Henley, e estrelado por Reginald Denny, Mabel Julienne Scott e Charles K. French. É uma adaptação do romance de 1911, The Abysmal Brute, do autor norte-americano Jack London. O filme teve recepção mista, com um crítico afirmando que o filme não era uma adaptação perfeita do romance. Cenas cômicas, que não estavam no romance, foram adicionadas ao filme pelo ator principal Reginald Denny.